# مجموعه مرخری
مجموعه مرخری مربوط به هزاره ۵ قبل از میلاد - هزاره اول قبل از میلاد - دوره اشکانیان است و در شهرستان کوهدشت، بخش مرکزی، دهستان گل گل، ۳/۲ کیلومتری جنوب غربی روستای میشنان واقع شده و این اثر در تاریخ ۲۸ اسفند ۱۳۸۵ با شمارهٔ ثبت ۱۸۸۴۲ به‌عنوان یکی از آثار ملی ایران به ثبت رسیده است.